# Мангеттенський фестиваль короткометражних фільмів

Мангеттенський фестиваль короткометражних фільмів(англ. Manhattan Short Film Festival) - найбільший фестиваль короткометражних фільмів у світі. Проходить щорічно протягом тижня в кінці вересня на початку жовтня.  У заключній частині з 10 стрічок-фіналістів глядачі з усього світу шляхом голосування обирають переможця. Станом на 2017 рік охоплює понад 250 міст по всій планеті. В Україні проводиться з 2006 року. Покликаний шукати нові таланти в кінематографі і дати їм можливість проявити себе.

## Історія
Вперше фестиваль провели на Мангеттені в Нью-Йорку 27 вересня 1998 року. Ніколас Мейсон влаштував показ короткометражок на Молбері Стріт, повісивши екран на бік своєї вантажівки. Першими глядачами стали його друзі і випадкові перехожі. Згодом постійним місцем проведення стала площа Ю́ніон-сквер, а аудиторія зросла до більш, ніж 200 тисяч глядачів по всьому світу. 
Потужний розголос фестиваль отримав 2001 року, бо відбувався 12 днів після терактів 11 вересня на площі Юніон-Сквер Парк, де родичі і друзі загиблих у терактах збиралися і сумували за загиблими. Наступного року кількість заявок на фестиваль подвоїлась. 
У 2006 перші 20 кінотеатрів у Європі приєдналися до фестивалю.
У 2010 до фестиваль поширився на Африку.

## В Україні
У 2016 показ проходив у 33 кінотеатрах України в Києві, Вінниці, Дніпрі, Житомирі, Запоріжжі, Кривому Розі, Луцьку, Львові, Маріуполі, Одесі, Сумах, Харкові та інших містах. Фільми демонструються в українській озвучці або з субтитрами.   
У 2017 році проходитиме у 22 кінотеатрах України. 

## Фіналісти

### 2017
| Фільм                  | Назва мовою оригіналу | Режисер                   | Країна          |
| ---------------------- | --------------------- | ------------------------- | --------------- |
| Не нашкодь             | Do No Harm            | Розанн Ліанг              | Нова Зеландія   |
| По той бік             | Behind                | Анхель Гомес Ернандес     | Іспанія         |
| Fickle Bickle          | Fickle Bickle         | Стівен Ворд               | США             |
| Надія вмирає останньою | Hope Dies Last        | Бен Прайс                 | Велика Британія |
| Ідеальний день         | Perfect Day           | Ігнасіо Редондо           | Іспанія         |
| Уперед!                | Уперед!               | Павел Гуменніков          | Латвія          |
| Mare Nostrum           | Mare Nostrum          | Рана Казказ та Анас Халаф | Сирія           |
| Viola, Franca          | Viola, Franca         | Марта Савіна              | Італія          |
| Коротко                | In A Nutshhell        | Фабіо Фрідлі              | Швейцарія       |
| 8 хвилин               | 8 Minutes             | Гега Хмаладзе             | Грузія          |